# Bangladeshs flagga
Bangladeshs flagga består av en röd skiva som vilar på en grön bakgrund något närmare den inre kanten än den yttre. Det röda symboliserar den uppåtgående solen, men även det blod som offrades för självständigheten. Det gröna står för den frodiga naturen. Flaggan bygger på en tidigare flagga som användes under självständighetskriget 1971, där en karta över landet ingick. Proportionerna är 3:5.